# Revolta de Indíbil e Mandônio
Revolta de Indíbil e Mandônio foi uma rebelião dos ilergetes e ausetanos contra a dominação romana da Península Ibérica ocorrida no final do século III a.C. Estas tribos viviam no território da moderna Catalunha e entre seus líderes estavam os irmãos Indíbil e Mandônio.

## Antecedentes
Em 212 a.C., no decorrer da Segunda Guerra Púnica, os irmãos Públio e Cneu Cornélio Cipião, os principais generais romanos na Península Ibérica, foram derrotados e mortos pelos cartagineses. A postura do general Asdrúbal Giscão, que exigiu dinheiro de ilergetes e ausetanos e a entrega da mulher de Mandônio e as filhas de Indíbil como reféns, afastou-o de seus aliados locais. Os reféns foram capturados pelo jovem Públio Cornélio Cipião, filho do general morto de mesmo nome, depois da conquista de Qart Hadasht num ataque surpresa e ele tratou as mulheres com respeito e distinção. Por conta disto, os irmãos Indíbil e Mandônio decidiram abandonar a aliança com os cartagineses e uniram suas forças a Cipião em 209 a.C.. A campanha daquele ano terminou com uma vitória romana na Batalha de Bécula.

## Revolta
Em 206 a.C., informações sobre uma enfermidade e possível morte de Públio Cornélio Cipião induziram Indíbil e Mandônio a iniciarem uma revolta generalizada entre ilergetes e tribos aliadas. Rapidamente se soube que Cipião estava vivo e os revoltosos se renderam, mas o general romano não estava disposto a deixar a revolta sem uma punição. Ele cruzou o Ebro, derrotou os ilergetes e tomou seu acampamento, o que resultou numa grande matança. Mandônio se apresentou perante Cipião pessoalmente para se render e conseguiu não apenas o perdão para si e para seu irmão como também a restauração da condição de aliado para os ilergetes em troca de uma soma em dinheiro.
Quando, no ano seguinte, Cipião deixou a Hispânia e seguiu para o norte da África para enfrentar Cartago, Indíbil se revoltou novamente. Depois de reunir um exército de trinta mil homens e quatro mil cavaleiros, enfrentou os romanos comandados pelos propretores Lúcio Cornélio Lêntulo e Lúcio Mânlio Acidino, mas acabou derrotado e morto em combate. Mandônio conseguiu escapar com o que restou do exército rebelde, mas foi traído por seus subordinados e entregue aos romanos para ser executado.